# Tetrathylacium macrophyllum
Tetrathylacium macrophyllum là một loài thực vật có hoa trong họ Liễu. Loài này được Poepp. miêu tả khoa học đầu tiên năm 1841.